# アンソニー・ネスティ
アンソニー・ネスティ（Anthony Nesty, 1967年11月25日 - ）は、南米スリナムの元競泳選手である。Enith Brigithaに次いで史上2人目の黒人の競泳メダリストとなった。
1988年ソウルオリンピックにおいて競泳男子100mバタフライ決勝で、当時、この種目で無敵の強さを誇っていたマット・ビオンディ（アメリカ）を0秒01の僅差で破り、スリナムに史上初めてオリンピックの金メダルをもたらした。その後フロリダ大学に進学し、3年間はバタフライで無敗を誇った。

## 人物
5人兄弟の末っ子としてトリニダード・トバゴで生まれ、9歳の時に家族と共にスリナムに移住した。
ロサンゼルスオリンピックのバタフライで21位となった後、ジャクソンビルにある世界的な選手を育成していることで知られた水泳スクールで練習を行なった。そこで彼はパブロ・モラレス（ロサンゼルスオリンピックメドレーリレー金メダル、1992年バルセロナオリンピックバタフライ金メダリスト）の作ったスクール記録を1987年に塗り替えた。インディアナポリスで行なわれたパンアメリカン競技大会では100mで金メダル、200mで銅メダルを獲得した。彼がソウルオリンピックで金メダルを獲得した後、スリナム政府は記念に切手、金貨や銀貨を発行した。フロリダ大学に進学した後、100mでは1990年から1992年に、200mでは1990年にNCAAのチャンピオンになり、1991年には大学の400mメドレーリレーのメンバーにも選ばれた。また1990年のグッドウィルゲームズ、1991年の世界水泳選手権でも優勝した。1992年バルセロナオリンピックにも出場したが銅メダルに終わった。
現在はフロリダ大学でコーチを行なっている。2008年北京オリンピックの開会式にオリンピックのスリナム選手団の旗手として参加した。